# Mariner-program

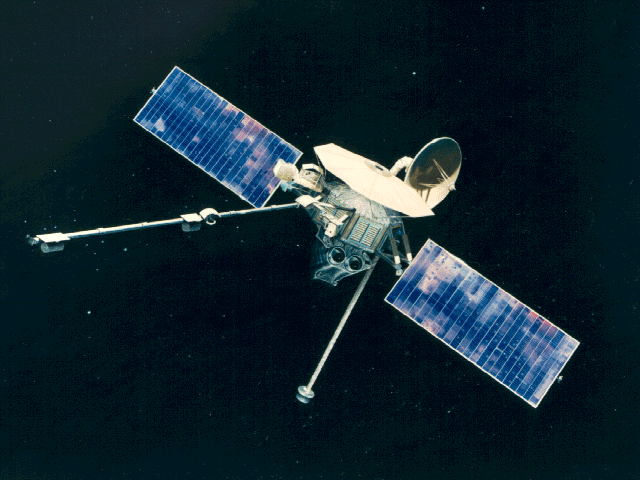
A Mariner–10 volt a Mariner-program egyik legsikeresebb űrszondája

A Mariner-program (Mariner – tengerész) az első amerikai bolygókutató program, melynek keretében a NASA űrszondák sorozatát indította a Mars, a Vénusz és a Merkúr felé, elősegítve a fokozatos feltárást. A Mariner űrszondákat a NASA Jet Propulsion Laboratoryumában (JPL) fejlesztették, irányításával építették. A program 1962-1974 között zajlott. A program teljes költsége (fejlesztés, műholdak, rakéták, támogatási szervezet) 554 millió USD volt.
A közeli bolygók kutatása mellett fontos kísérlet volt az űreszközök manőverező képességének vizsgálata, a nagy távolságú rádiós kapcsolat (adás-vétel) fenntartása, az energiaellátás valamint a tudományos program feltételeinek biztosítása.
A gyakorlatnak megfelelően minden programhoz, a tudományos cél elérése érdekében kettő műholdat építettek, ha az első meghibásodik, akkor az indítási ablak lehetőségét kihasználva kis csúszással a második, a tartalék űreszköz vette át a tudományos kutatás szerepét.
Az űreszközök felépítése hasonló volt. Hat vagy nyolcszögletű hasáb, elektronikus berendezései magnézium ötvözetből készültek. Az űreszköz felületéhez napelemeket csatoltak, éjszakai (földárnyék) energia ellátását ezüst-cink akkumulátorok biztosították. Az adatátvitel biztosítására antennákkal látták el. Méretei: a napelemek, a tudományos berendezések, az antennarendszer változásai a küldetés célkitűzéseitől és a technikai fejlődés alkalmazásától függött.
1962-ben a tervezett indítások közül, első űrszondaként csak a Mariner–2 tudott a Vénusz közelébe jutni. Az 1964-ben indított Mariner–4 volt az első olyan űreszköz, amely 1965-ben egy másik bolygó, a Mars felszínét sikeresen lefényképezte. 1967-ben Mariner–5 (Mariner–4 tartaléka) kis átalakítással (tudományos műszerek, napelemtáblák) megközelítette a Vénuszt és további adatokkal szolgált a tudomány részére. 1969-ben a Mariner–6 és Mariner–7 sikeres küldetést végzett a Mars vizsgálatának folytatásával. 1971-ben a Mariner–8 és Mariner–9 űrszondákat indították a Mars vizsgálatára. A Mariner–9 a Mars bolygó mesterséges holdjaként végezte felderítését. Szolgálata alapos felderítést végzett a felszínről. 1973-ban a Mariner–10 a program utolsó tagja. A Vénusz megközelítése után a Merkúr irányába fordult, majd legközelebb került a Naphoz.

## A Mariner-program űrszondái
(zárójelben a célégitest és az indítás éve)
- Mariner–1 (Vénusz, 1962, sikertelen)
- Mariner–2 (Vénusz, 1962)
- Mariner–3 (Mars, 1964, sikertelen)
- Mariner–4 (Mars, 1964)
- Mariner–5 (Vénusz, 1967)
- Mariner–6 (Mars, 1969)
- Mariner–7 (Mars, 1969)
- Mariner–8 (Mars, 1971. sikertelen)
- Mariner–9 (Mars, 1971)
- Mariner–10 (Vénusz, Merkúr, 1973)

## Külső hivatkozások

### Magyar oldalak
- Marscsatornák márpedig nincsenek: 40 éve repült a Mariner 4

### Külföldi oldalak
- Mariner-program. lib.cas.cz. [2013. október 13-i dátummal az eredetiből archiválva]. (Hozzáférés: 2014. február 20.)
- Mariner-program. astronautix.com. (Hozzáférés: 2014. február 20.)